# والتربورو (کارولینای جنوبی)
والتربورو (به انگلیسی: Walterboro) یک شهر در ایالات متحده آمریکا است که در شهرستان کولتون، کارولینای جنوبی واقع شده‌است. جمعیت این شهر در سرشماری سال ۲۰۱۰، ۵۳۹۸ نفر بوده است. این مرکز بخش شهرستان کولتون است. Walterboro در 48 مایلی (77کیلومتر) غرب چارلستون واقع شده است و در نزدیکی منطقه ACE Basin در لاو کانتری کارولینای جنوبی واقع شده است.

## تاریخچه
والتربورو (املای اصلی: Walterborough) در سال 1783 تأسیس شد، به عنوان یک استراحتگاه تابستانی برای کاشت‌کاران محلی که به دنبال فرار از مزارع مالاریا زده خود در Lowcountry بودند. سکونتگاه اولیه بر روی منطقه ای تپه ای پوشیده از درختان کاج و شاهین قرار داشت و دره هیکوری نام داشت. دو تن از اولین مهاجران برادر، پل و ژاکوب والتر بودند. برادران مرفه و صاحب مزارع در جکسونبورو نزدیک بودند. مری، دختر کوچک پل، به بیماری مالاریا مبتلا شد. یک بیماری شایع در میان خانواده هایی که به دلیل مناسب بودن زمین برای تولید برنج در مناطق باتلاقی لوکانتری مزارع داشتند. برای جلوگیری از تسلیم شدن مری به میکروب کشنده، برادران والتر به دنبال مکان سالم تری برای زندگی در ماه های تابستان رفتند و برای سکونت در شهر آمدند. که بعداً به افتخار آنها نامگذاری شد.
در سال 1817، والتربورو به عنوان سومین مقر شهرستان در شهرستان کولتون تعیین شد و تا امروز نیز چنین باقی مانده است. پس از این نامگذاری، ساختمان دادگاه و زندان شهرستانی در سال 1821 ساخته شد. ساختمان دادگاه توسط معمار مشهور رابرت میلز طراحی شد.
پس از اینکه جمعیت آن افزایش قابل توجهی را تجربه کرد، شهر به سرعت از محل اصلی دره Hickory گسترش یافت. این امر به‌طور متوالی توسط تبدیل شدن شهر به مقر شهرستان در سال 1821 و ایجاد یک خط راه‌آهن که شهر را به کلمبیا و چارلستون در دهه 1880 متصل می‌کرد، تقویت شد.
در سال 1832، جامعه کاتولیک ایرلندی در روستایی جنوب والترزبورو (که در یک نقطه چهارراه تامپسون نامیده می شد) محلی به نام کلیسای کاتولیک سنت جیمز بزرگ را تأسیس کرد که توسط اسقف جان انگلستان وقف شده بود. این جامعه بعدها به عنوان تپه کاتولیک شناخته شد. پس از سوزاندن کلیسا در سال 1856، و رهایی بردگان تقریباً یک دهه بعد، جامعه سفید تا حد زیادی منطقه را ترک کرد. جامعه کاتولیک سیاه پوست برای چندین دهه بدون کشیش مذهب خود را حفظ کردند، قبل از اینکه کلیسای جدیدی برای آنها در دهه 1890 ساخته شود. آنها در قرن بیست و یکم در رسانه ها قابل توجه شدند و مستندی درباره جامعه در سال 2020 منتشر شد.
یک فرودگاه در دهه 1930 تأسیس شد. در سال 1942، والتربورو به فرودگاه ارتش والتربورو، یک پایگاه فرعی از پایگاه هوایی ارتش کلمبیا، و بخشی از شبکه ملی تاسیسات آموزشی هوایی ارتش که در سراسر ایالات متحده در طول جنگ جهانی دوم برپا شد، تبدیل شد. این پایگاه با هدف ارائه آموزش‌های پیشرفته‌ی رزمی هوایی به گروه‌های جنگنده و بمب‌افکن ایجاد شد. همچنین میزبان بزرگترین مدرسه استتار در ایالات متحده و همچنین یک اردوگاه اسرای جنگی با 250 نفر بود.
در سال 1944، فرودگاه فرماندهی خود را تغییر داد و به یک پایگاه آموزشی رزمی پیشرفته برای جنگنده‌های انفرادی تبدیل شد، در درجه اول کارآموزان سیاه پوستی که از فرودگاه ارتش تاسکگی در تاسکگی، آلاباما فارغ‌التحصیل شده بودند. بیش از 500 نفر از هوانوردان مشهور تاسکگی بین آوریل 1944 و اکتبر 1945 در فرودگاه ارتش والتربورو آموزش دیدند، از جمله افرادی که به عنوان خلبان جایگزین برای اسکادران 332 جنگنده-رهگیر به همراه کل گروه بمباران 447 آموزش می دیدند. این پایگاه در اکتبر 1945 بسته شد و به مبدأ خود به عنوان یک فرودگاه محلی بازگشت.
تأسیس بین ایالتی 95 در دهه 1960، این شهر را به یک ایستگاه اصلی شبانه در جاده فلوریدا یا نیویورک تبدیل کرد.
در حال حاضر، والتربورو پر از خانه‌های تاریخی است که قدمت آن‌ها به سال 1820 بازمی‌گردد، و منطقه‌ای در مرکز شهر که بسیاری از ساختمان‌های تاریخی آن را حفظ کرده است. این شهر به طور فزاینده ای به عنوان یک مقصد باستانی شناخته شده است و یک سفر یک روزه محبوب از چارلستون و بوفورت است.

## جغرافیا
والتربورو، کارولینای جنوبی از نظر جغرافیایی کمی در شمال به مرکز شهرستان Colleton در 32°54'15' شمالی 80°39'58' (32.904289، −80.666238) واقع شده است.[11] بین ایالتی 95 از غرب شهر می گذرد و از شمال شرقی 110 مایل (180 کیلومتر) به فلورانس و 67 مایل (108 کیلومتر) جنوب غربی به ساوانا، جورجیا منتهی می شود. پایانه جنوبی مسیر 15 ایالات متحده در مرکز والتربورو واقع شده است. به سمت شمال منتهی می شود، تقریباً به موازات I-95 می رود و در 21 مایل (34 کیلومتر) به سنت جورج می رسد. US Route 17 Alt به شرق از US 15، 32 مایلی (51km) به سامرویل، در مجاورت Charleston، و 21 مایلی (34km) جنوب غربی به Yemassee منتهی می‌شود. بزرگراه کارولینای جنوبی 64 به شمال غربی منتهی می‌شود، از خروجی 57 در I-95، 25 مایل (40 کیلومتر) تا Ehrhardt و 16 مایل (26کیلومتر) جنوب شرقی به جکسونبورو می‌گذرد.